# Coppa del Mondo di combinata nordica 2011
La Coppa del Mondo di combinata nordica 2011, ventottesima edizione della manifestazione organizzata dalla Federazione Internazionale Sci, ebbe inizio il 26 novembre 2010 a Kuusamo, in Finlandia, e si concluse il 12 marzo 2011 a Lahti, in Finlandia.
Furono disputate tutte le 14 gare previste, in 7 diverse località: 13 individuali Gundersen, 1 a squadre; 6 gare si svolsero su trampolino normale, 8 su trampolino lungo. Nel corso della stagione si tennero a Oslo i Campionati mondiali di sci nordico 2011, non validi ai fini della Coppa del Mondo, il cui calendario contemplò dunque un'interruzione tra febbraio e marzo.
Il francese Jason Lamy-Chappuis si aggiudicò la coppa di cristallo, il trofeo assegnato al vincitore della classifica generale. Non vennero stilate classifiche di specialità; Lamy-Chappuis era il detentore uscente della Coppa generale.

## Risultati
| Data             | Località            | Nazione   | Trampolino                  | Spec.       | Primo                                                           | Secondo                                                             | Terzo                                                                        |
| ---------------- | ------------------- | --------- | --------------------------- | ----------- | --------------------------------------------------------------- | ------------------------------------------------------------------- | ---------------------------------------------------------------------------- |
| 26 novembre 2010 | Kuusamo             | Finlandia | Rukatunturi HS142           | IN LH/10 km | Jason Lamy-Chappuis                                             | Eric Frenzel                                                        | Mario Stecher                                                                |
| 27 novembre 2010 | Kuusamo             | Finlandia | Rukatunturi HS142           | IN LH/10 km | Felix Gottwald                                                  | Mikko Kokslien                                                      | Jason Lamy-Chappuis                                                          |
| 4 dicembre 2010  | Lillehammer         | Norvegia  | Lysgårdsbakken HS138        | IN LH/10 km | Mikko Kokslien                                                  | Jason Lamy-Chappuis                                                 | Felix Gottwald                                                               |
| 5 dicembre 2010  | Lillehammer         | Norvegia  | Lysgårdsbakken HS138        | IN LH/10 km | Jason Lamy-Chappuis                                             | Mikko Kokslien                                                      | Mario Stecher                                                                |
| 18 dicembre 2010 | Ramsau am Dachstein | Austria   | W90-Mattensprunganlage HS98 | IN NH/10 km | Mario Stecher                                                   | Björn Kircheisen                                                    | Johannes Rydzek                                                              |
| 19 dicembre 2010 | Ramsau am Dachstein | Austria   | W90-Mattensprunganlage HS98 | IN NH/10 km | Mario Stecher                                                   | Tino Edelmann                                                       | Eric Frenzel                                                                 |
| 8 gennaio 2011   | Schonach            | Germania  | Langenwaldschanze HS106     | IN NH/10 km | Felix Gottwald                                                  | Mario Stecher                                                       | Bernhard Gruber                                                              |
| 9 gennaio 2011   | Schonach            | Germania  | Langenwaldschanze HS106     | T NH/4x5 km | annullata                                                       | annullata                                                           | annullata                                                                    |
| 14 gennaio 2011  | Seefeld in Tirol    | Austria   | Toni Seelos HS109           | T NH/4x5 km | Norvegia Magnus Moan Håvard Klemetsen Jan Schmid Mikko Kokslien | Austria Felix Gottwald Wilhelm Denifl David Kreiner Bernhard Gruber | Francia François Braud Maxime Laheurte Sébastien Lacroix Jason Lamy-Chappuis |
| 15 gennaio 2011  | Seefeld in Tirol    | Austria   | Toni Seelos HS109           | IN NH/10 km | Jason Lamy-Chappuis                                             | Magnus Moan                                                         | Mikko Kokslien                                                               |
| 16 gennaio 2011  | Seefeld in Tirol    | Austria   | Toni Seelos HS109           | IN NH/10 km | Magnus Moan                                                     | Jason Lamy-Chappuis                                                 | David Kreiner                                                                |
| 22 gennaio 2011  | Chaux-Neuve         | Francia   | La Côté Feuillée HS118      | IN LH/10 km | David Kreiner                                                   | Mikko Kokslien                                                      | Felix Gottwald                                                               |
| 23 gennaio 2011  | Chaux-Neuve         | Francia   | La Côté Feuillée HS118      | IN LH/10 km | Jason Lamy-Chappuis                                             | Felix Gottwald                                                      | Mikko Kokslien                                                               |
| 11 marzo 2011    | Lahti               | Finlandia | Salpausselkä HS130          | IN LH/10 km | Björn Kircheisen                                                | Eric Frenzel                                                        | Jason Lamy-Chappuis                                                          |
| 12 marzo 2011    | Lahti               | Finlandia | Salpausselkä HS130          | IN LH/10 km | Johannes Rydzek                                                 | Eric Frenzel                                                        | Felix Gottwald                                                               |

Legenda:

IN = individuale Gundersen

T = gara a squadre

NH = trampolino normale

LH = trampolino lungo

## Classifiche

### Generale
| Pos. | Nome                | Nazione  | Punti |
| ---- | ------------------- | -------- | ----- |
| 1    | Jason Lamy-Chappuis | Francia  | 894   |
| 2    | Mikko Kokslien      | Norvegia | 656   |
| 3    | Felix Gottwald      | Austria  | 638   |
| 4    | Eric Frenzel        | Germania | 554   |
| 5    | Mario Stecher       | Austria  | 481   |
| 6    | Johannes Rydzek     | Germania | 442   |
| 7    | Björn Kircheisen    | Germania | 435   |
| 8    | Jan Schmid          | Norvegia | 394   |
| 9    | Tino Edelmann       | Germania | 389   |
| 10   | David Kreiner       | Austria  | 346   |

### Nazioni

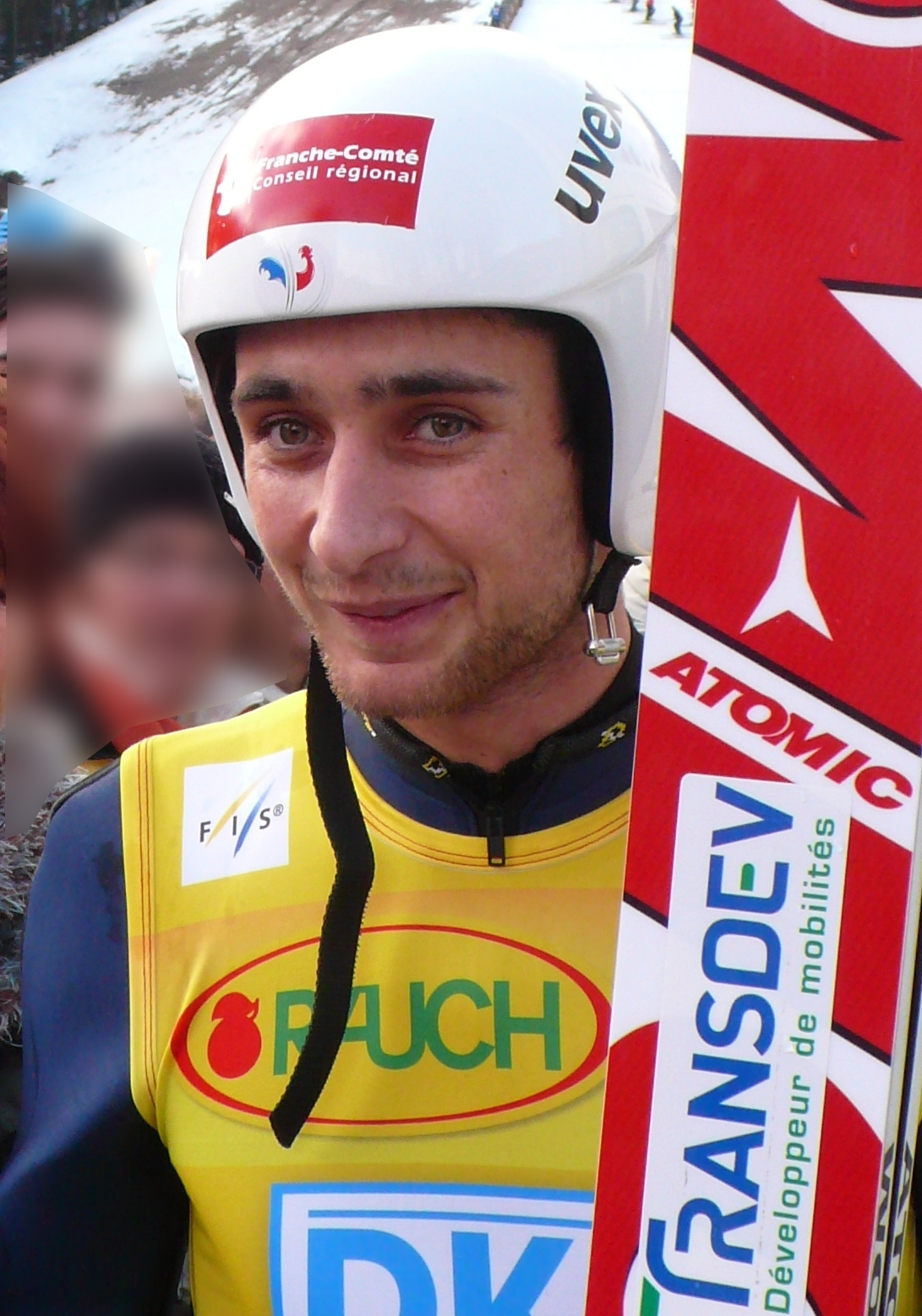
Jason Lamy-Chappuis

| Pos. | Nazione     | Punti |
| ---- | ----------- | ----- |
| 1    | Austria     | 2568  |
| 2    | Norvegia    | 2230  |
| 3    | Germania    | 2148  |
| 4    | Francia     | 1729  |
| 5    | Giappone    | 653   |
| 6    | Italia      | 629   |
| 7    | Stati Uniti | 322   |
| 8    | Svizzera    | 305   |
| 9    | Finlandia   | 251   |
| 10   | Rep. Ceca   | 208   |